# Cornegenapsylla sinica
Cornegenapsylla sinica är en insektsart som beskrevs av Yang och Li 1982. Cornegenapsylla sinica ingår i släktet Cornegenapsylla och familjen Phacopteronidae. Inga underarter finns listade i Catalogue of Life.